# Напівкільце
В абстрактній алгебрі напівкільце — алгебрична структура, схожа на кільце, але без вимоги існування оберненого елемента щодо операції додавання.

## Визначення та властивості напівкілець
Напівкільце — множина {\displaystyle S} з бінарними операціями {\displaystyle +} і {\displaystyle \cdot }, в якій для будь-яких елементів {\displaystyle a,b,c} виконуються аксіоми: 
1. {\displaystyle \langle S,+\rangle } — комутативний моноїд. Тобто справедливі рівності:
  - Комутативність: {\displaystyle a+b=b+a}
  - Асоціативність: {\displaystyle (a+b)+c=a+(b+c)}
  - Існування нейтрального елемента (нуля): {\displaystyle a+0=0+a=a}
2. {\displaystyle \langle S,\cdot \rangle } — напівгрупа. Тобто має місце властивість:
  - асоціативність: {\displaystyle (a\cdot b)\cdot c=a\cdot (b\cdot c)}
3. Дистрибутивність множення щодо додавання:
  - Ліва дистрибутивність: {\displaystyle a\cdot (b+c)=a\cdot b+a\cdot c}
  - Права дистрибутивність: {\displaystyle (a+b)\cdot c=a\cdot c+b\cdot c}
4. Мультиплікативна властивість нуля:
  - {\displaystyle a\cdot 0=0\cdot a=0}

Остання аксіома опускається в визначенні кільця, так як там вона випливає з інших аксіом, тут же її доводиться додавати. Відмінність напівкільця від кільця полягає тільки в тому, що по додаванню напівкільце утворює тільки комутативний моноїд, а не комутативну групу.
Напівкільце називається комутативним, якщо операція множення в ньому є комутативною: {\displaystyle a\cdot b=b\cdot a\;\forall a,b\in S}.
Напівкільце називається напівкільцем з одиницею, якщо в ньому існує нейтральний елемент щодо операції множення (що називається одиницею): {\displaystyle a\cdot 1=1\cdot a=a\;\forall a\in S}.
Напівкільце називається мультиплікативно (або адитивно) скоротним, якщо {\displaystyle \;\forall a,b,c\in S} з рівності {\displaystyle a\cdot c=b\cdot c} (або, відповідно, {\displaystyle a+c=b+c}) випливає, що {\displaystyle a=b}.
Напівкільце називається ідемпотентним, якщо для будь-якого {\displaystyle a\in S} виконується рівність {\displaystyle a+a=a.}

## Приклади напівкілець
- Напівкільце {\displaystyle \langle \mathbb {N} _{0},+,\cdot \rangle } натуральних чисел з нулем.
- Тривіальне напівкільце: {\displaystyle \langle \lbrace 0\rbrace ,+,\cdot \rangle }
- Двоелементне напівкільце: {\displaystyle \langle \mathbb {Z} _{2},+,\cdot \rangle }, {\displaystyle \langle \mathbb {B} ,\oplus ,\vee \rangle }, де {\displaystyle \vee } позначає диз'юнкцію, а {\displaystyle \oplus } — виключну дизюнкцію на множині {\displaystyle \mathbb {B} =\lbrace 0,1\rbrace }
- Квадратні n × n матриці з елементами з напівкільця натуральних чисел з нулем {\displaystyle \mathbb {N} _{0}} і операціями матричного додавання і множення. Також напівкільце утворюють квадратні матриці з елементами з будь-якого напівкільця.
- Якщо A — комутативний моноїд, то множина End(A) ендоморфізмів A утворює напівкільце, де додавання визначено поточково, а множення — композиція функцій.
- N [x], многочлени з натуральними коефіцієнтами утворюють комутативне напівкільце. Воно є вільним комутативним напівкільцем з єдиним генератором {x}.
- Невід'ємні дійсні числа зі звичайними операціями додавання і множення. [2]
- (Max, +) і (min, +) — напівкільця дійсних чисел, в яких сумою двох чисел визначено їх максимум (відповідно мінімум), а множення — звичайне додавання дійсних чисел.

## Напівкільце множин
Напівкільце множин  — система множин S, для якої виконані наступні умови:
- {\displaystyle \varnothing \in S};
- {\displaystyle \forall A,B\in S\quad A\cap B\in S};
- {\displaystyle \forall A\in S,A_{1}\in S\quad A_{1}\subset A\rightarrow \exists A_{2},\dots ,A_{n}\subset A:A_{1}\sqcup \dots \sqcup A_{n}=A}.

Таким чином, напівкільце множин містить в собі порожню множиню, є замкнутим щодо перетину і будь-яка множина з напівкільця множин може бути записана у вигляді скінченного об'єднання множин, що належать цьому напівкільцю множин і попарно не перетинаються. Такі напівкільця часто використовуються в теорії міри.
Напівкільцем множин з одиницею називають напівкільце множин з таким елементом E, що його перетин з будь-яким елементом A напівкільця множин рівний A. Будь-яке кільце множин є напівкільцем множин. Прямий добуток напівкілець множин також є напівкільцем множин.